# لنز انفجاری

در بمب اتمی نوع ضربه ای لنزهای چندضلعی حول هسته بمب قرار می‌گیرند. این یک طرح ۳۲ «نقطه» ای است در حالیکه طرح‌هایی با ۹۶ نقطه یا ۲ نقطه نیز وجود دارد.

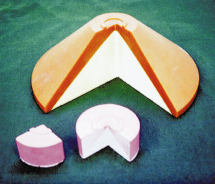
لنزهای نوین HE - قسمت‌های پر رنگ نشاندهنده مواد منفجره پر سرعت و قسمت سفید نشاندهنده ماده منفجره کم سرعت می‌باشد.

لنز انفجاری یا عدسی انفجاری (به انگلیسی: Explosive lens) یک نوع خرج انفجاری بسیار خاص است که برای مثال در بمب هسته‌ای کاربرد دارد. در حالت کلی این وسیله از چند خرج انفجاری مختلف تشکیل شده‌است. این خرج‌ها با هدف کنترل شکل موج انفجار گذرنده از درونشان چیده می‌شوند. لنز انفجاری از لحاظ مفهومی کاری شبیه به لنزهای نوری که نور را متمرکز می‌کنند، انجام می‌دهد. خرج‌های انفجاری طوری انتخاب می‌شوند که سرعت‌های انفجاری مختلفی داشته باشند.